# 墩台遗址
墩台遗址，位于中国吉林省榆树市新庄镇墩台村，为一个省级文物保护单位，类型为古遗址，公布时间为2007年5月31日。该文物保护单位由榆树市博物馆管理。
墩台遗址的历史年代为辽金。